# Kira Bulten
Kira Bulten (Elburg, 12 mei 1973) is een voormalig topzwemster uit Nederland, die eind jaren tachtig, begin jaren negentig van de 20e eeuw succesvol was met de estafetteploeg(en). Zo won de specialiste op de schoolslag, lid van zwemvereniging De Steur, bij de Europese kampioenschappen langebaan (50 meter) tweemaal de bronzen medaille op de 4x100 meter wisselslag: in 1989 (Bonn) en 1991 (Athene). 
Met dezelfde ploeg kwam Bulten bij haar eerste en enige Olympische Spelen, de Spelen van Barcelona (1992), niet verder dan de achtste plaats. Ook op haar individuele starts, de 100 en de 200 meter schoolslag, werd ze voortijdig (series) uitgeschakeld in de Catalaanse hoofdstad. Haar erelijst vermeldt verder deelname aan de wereldkampioenschappen van 1991 in Perth.